# Jan Kozłowski (podpułkownik)
Jan Kozłowski (ur. 17 kwietnia 1882 we Lwowie, zm. 12 lutego 1942 w Buchenwaldzie) – podpułkownik intendent dyplomowany Wojska Polskiego.

## Życiorys
Urodził się 17 kwietnia 1882 we Lwowie jako syn Grzegorza i Heleny. W latach 1899–1903 uczył się w Szkole Kadetów Piechoty we Lwowie. Naukę ukończył 18 sierpnia 1903 i został wcielony jako kadet, zastępca oficera do 9 Pułku Piechoty. W listopadzie 1905 mianowany podporucznikiem. Ukończył dziewięciomiesięczny kurs jazdy konnej i łączności w Jarosławiu oraz dwumiesięczny kurs prowiantowy w Krakowie. 1 maja 1911 roku awansowany na porucznika. 1 listopada 1915 mianowany kapitanem. Od 1 listopada 1911 przeniesiony do 89 Pułku Piechoty jako oficer prowiantowy. Służbę w 89 p.p. pełnił do 1 listopada 1918. Po zakończeniu I wojny światowej został przyjęty do Wojska Polskiego. Od 6 grudnia 1918 do 14 maja 1919 w rezerwie oficerów we Lwowie, następnie do przeniesienia w stan spoczynku służył kolejno: 1919–1920 w Wojskowych Zakładach Gospodarczych w Stryju (kierownik), 1920–1921 w Rejonowych Zakładach Gospodarczych w Stryju (kierownik), 1921–1924 OK X Intendentury (szef), 1925–1927 10 Oddział Służby Intendentury (p.o. dowódca), 1927–1928 10 Oddział Służby Intendentury (dowódca), 1928–1929 10 Okręg Sztabu Intendentury (p.o. szefa), 1929  intendentura OK X (szef), 1929–1930 Intendentura i Tabory OK X (szef).
31 października 1925 ukończył naukę w Wyższej Szkole Intendentury z wynikiem ogólnym bardzo dobrym. Został awansowany do stopnia podpułkownika w korpusie oficerów administracji dział gospodarczy ze starszeństwem z dniem 1 czerwca 1919. Jako podpułkownik intendent dyplomowany przeniesiony w stan spoczynku 30 kwietnia 1930 roku i pozostawał wówczas w ewidencji Powiatowej Komendy Uzupełnień Sosnowiec
Pełnił stanowisko dyrektora Ubezpieczalni Społecznej w Zamościu do czasu aresztowania przez Niemców.
Podczas II wojny światowej po aresztowaniu przez Niemców 17 czerwca 1940 osadzony w Rotundzie Zamojskiej, a następnie  w obozach Oranienburg-Sachsenhausen (1940), Dachau (1941–1942) oraz przez dwa lata w Buchenwaldzie (1941–1942), gdzie zmarł 12 lutego 1942 i pochowany został w zbiorowej mogile. 
Był żonaty, żona Janina z domu Frankowska, miał synów: Andrzeja (ur. 22 września 1917) i Stefana (ur. 4 czerwca 1922).
Dodatkowe informacje:
Symboliczny nagrobek znajduje się na Cmentarzu Rakowickim w Krakowie, kwatera L, rząd 24, grób nr 19. W Rotundzie Zamojskiej umieszczona jest pamiątkowa tablica.
W literaturze: w książce napisanej przez Zygmunta Klukowskiego "Dziennik z lat okupacji" jest zamieszczona dwukrotnie informacja o Janie Kozłowskim: o aresztowaniu i druga o śmierci. Książka zawiera także opis katuszy, które przeżywali więźniowie po aresztowaniu w Rotundzie Zamojskiej
13 sierpnia 1939 roku w "Tygodniku społeczno - gospodarczym Prawda" wydawanym w Zamościu ukazał się artykuł z podziękowaniem dla Ubezpieczalni Społecznej w Zamościu za zorganizowanie kolonii dla dzieci najbiedniejszych oraz opis osobistej opieki nad kolonią sprawowaną przez dyrektora Jana Kozłowskiego.